# Птицина, Анастасия Евстафьевна
Анастаси́я Евста́фьевна Пти́цина (13 июня 1915, Михайловка, Уфимская губерния — 23 мая 1994, Ольховка, Башкортостан) — советская работница сельского хозяйства, телятница Дёмского совхоза Бижбулякского района Башкирской АССР, Герой Социалистического Труда (1966).

## Биография
Родилась 13 июня 1915 года в селе Михайловка (ныне Бижбулякского района Республики Башкортостан) в крестьянской семье. Русская. Образование начальное.
Трудовую деятельность начала в 1934 году телятницей Миякинского совхоза Миякинского района. С 1936 года работала телятницей, штурвальной, трактористом, бригадиром по молодняку, бригадиром по гурту, бригадиром животноводческой бригады. В 1963 году переведена телятницей совхоза «Демский» Бижбулякского района.
Добросовестная работница пользовалась авторитетом, из года в год выполняла и перевыполняла планы и социалистические обязательства по выращиванию телят. За период работы телятницей А. Е. Птицина вырастила 750 телят, при этом добилась высоких привесов. В 1963—1965 годах количество обслуживаемых ею телят выросло с 70 до 95 голов, а среднесуточный привес её телят — соответственно с 963 граммов в 1963 году до 1 100 граммов в 1965 году, при плановом привесе 500. Обеспечивала полную сохранность обслуживаемого поголовья и пополняла маточное стадо совхоза. Систематически повышала свою квалификацию и внедряла передовые методы выращивания телят. За тридцать лет работы в животноводстве обучила и передала свой опыт многим десяткам молодых животноводов.
Указом Президиума Верховного Совета СССР от 22 марта 1966 года за достигнутые успехи в развитии животноводства, увеличении производства и заготовок мяса, молока и другой продукции Птициной Анастасии Евстафьевне присвоено звание Героя Социалистического Труда с вручением ордена Ленина и золотой медали «Серп и Молот».
Работала в совхозе «Дёмский» до ухода на пенсию в 1970 году. Была телятницей, чабаном и птичницей совхоза.
Жила в селе Дёмский. Скончалась 23 мая 1994 года.
Награждена орденом Ленина, медалями.